# Кати-кати Яма

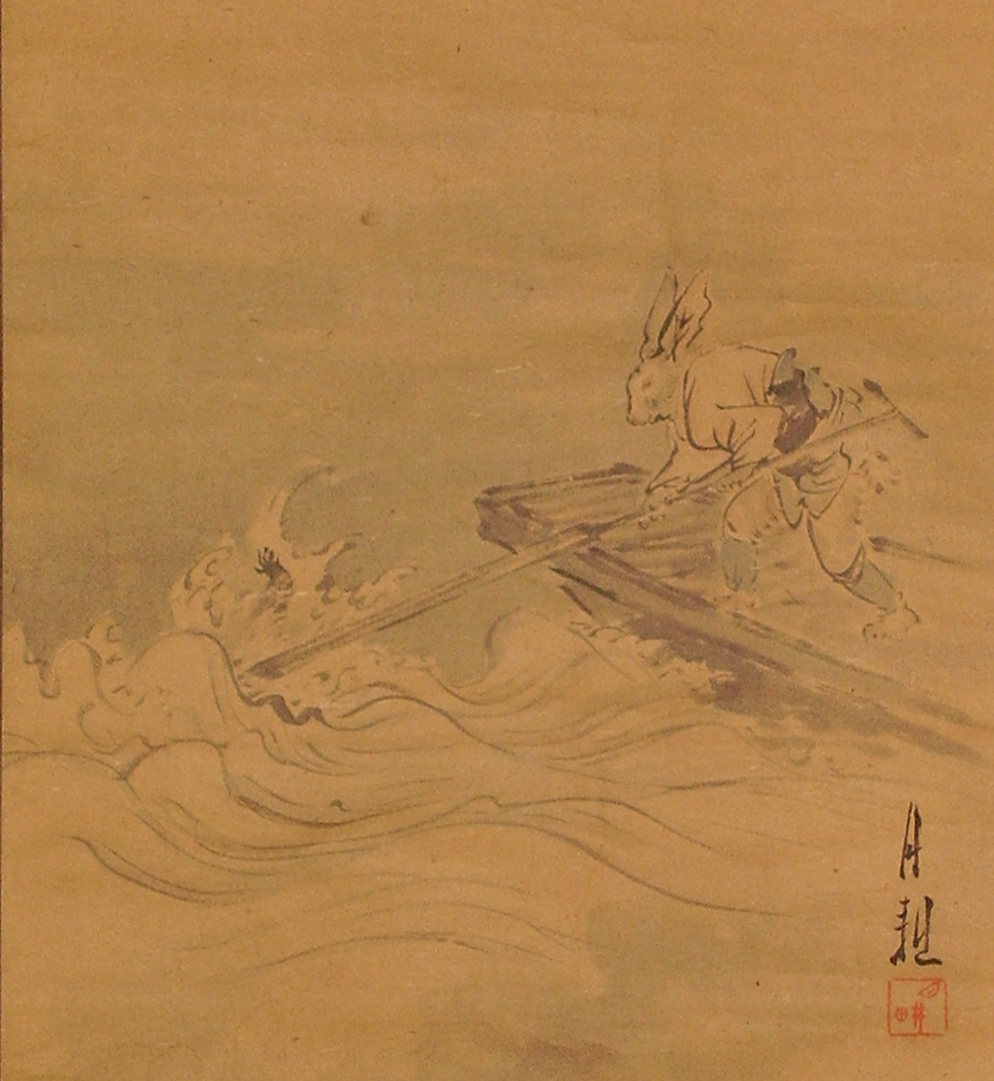
Кульминационная сцена сказки «Кати-кати Яма», в которой кролик ударяет уже тонущего тануки веслом по голове и раскрывает причину мести. «Кати-кати Яма» около 1890-1900 годов Огата Гэкко

Кати-кати Яма (яп. かちかち山, «Кати-кати-гора» — в названии присутствует игра слов, «кати-кати» — звукоподражательные японские слова изображающие трение камней друг о друга и название горы Кати. Также сказка известна как «Храбрый заяц» и «Крестьянин и тануки») — японская народная сказка, рассказывающая о мести белого кролика (енотовидной собаке-оборотню) тануки за совершенное им убийство старухи. Эта сказка уникальна тем что, в ней тануки является антагонистом, а не протагонистом, как в большинстве других японских народных сказок.

## Сюжет

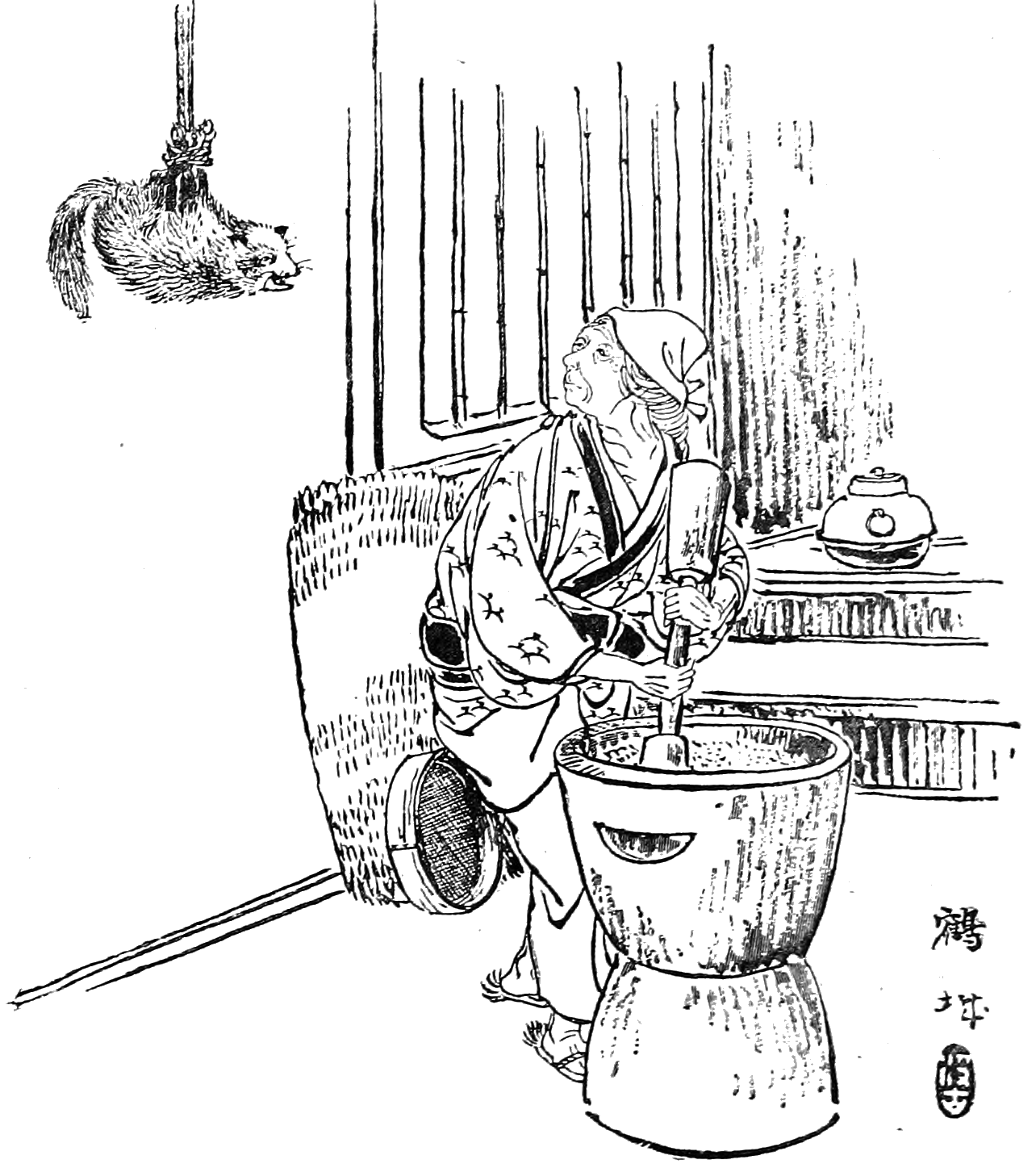
Связанный тануки уговаривает старуху освободить его (рисунок из Японской книги сказок)

Старик поймал разоряющего его поле тануки, связал его и подвесил в доме, чтобы позже приготовить из него суп. Когда старик ушёл из дома, тануки попросил жену старика, которая делала моти, развязать его, обещая, что он ей поможет. Старуха освободила тануки, и он тотчас же убил её. Тануки, используя свои способности к превращению, обратился в старуху и приготовил из жены старика суп. Когда старик вернулся домой, тануки подал ему суп. После того как он его съел, тануки вернулся к своему первоначальному виду и перед тем, как убежать, раскрыл своё злодеяние старику. Старик в шоке и ужасе.

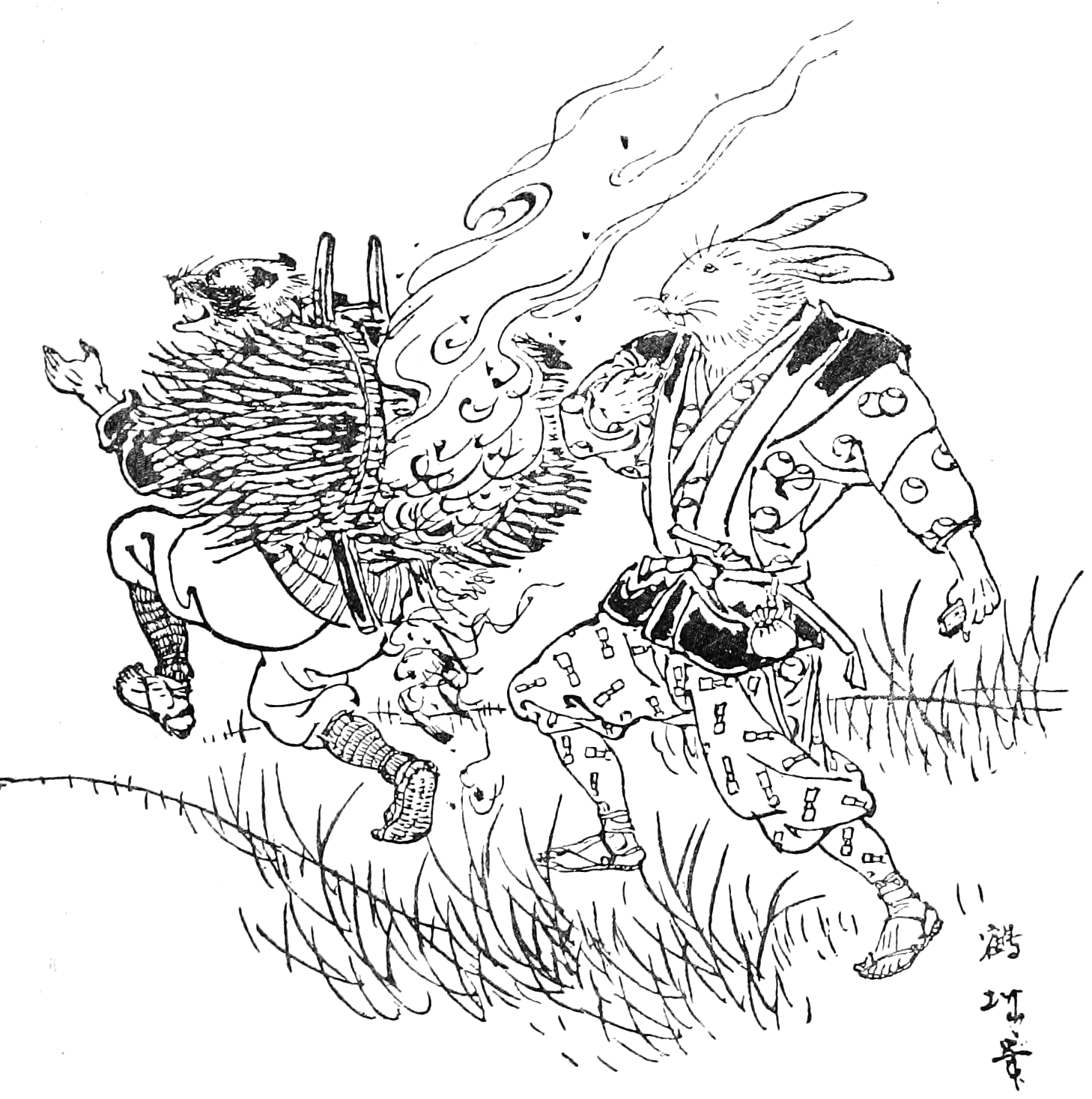
Поджог хвороста

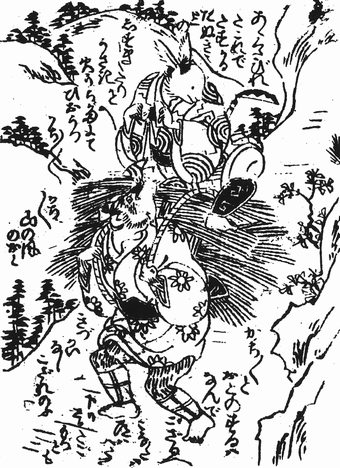
«Кати-кати Яма» (Фонд Тоё Бунко, период Эдо). Сцена, где кролик поджигает, с помощью трения камней друг о друга, хворост на спине тануки

Старик и старуха были хорошими друзьями с белым кроликом, который жил неподалёку. Кролик, узнав о горе старика, пообещал ему, что он отомстит за смерть его жены. Притворяясь, что он дружит с тануки, кролик тайно мучил и пытал его различными способами: поджигал хворост, когда тануки нёс его на спине, «обрабатывал» его ожоги жгучими мазями. 
Название сказки происходит от особо болезненной пытки, которой кролик подверг тануки. Когда тануки нёс большую охапку хвороста на спине, чтобы сделать костер на ночь, он был настолько обременён грузом, что не сразу заметил, что кролик поджёг с помощью трения кремнёвых камней друг о друга, изображённого в сказке звукоподражательными словами «кати-кати», хворост на спине тануки. Звук от удара камней дошёл до ушей тануки, и он спросил у кролика, что это за звук. «Я сказал Кати, гора Кати», — ответил кролик. «Мы недалеко от неё». В конце концов, огонь достиг спины тануки, и сильно его обжог, но не убил. 

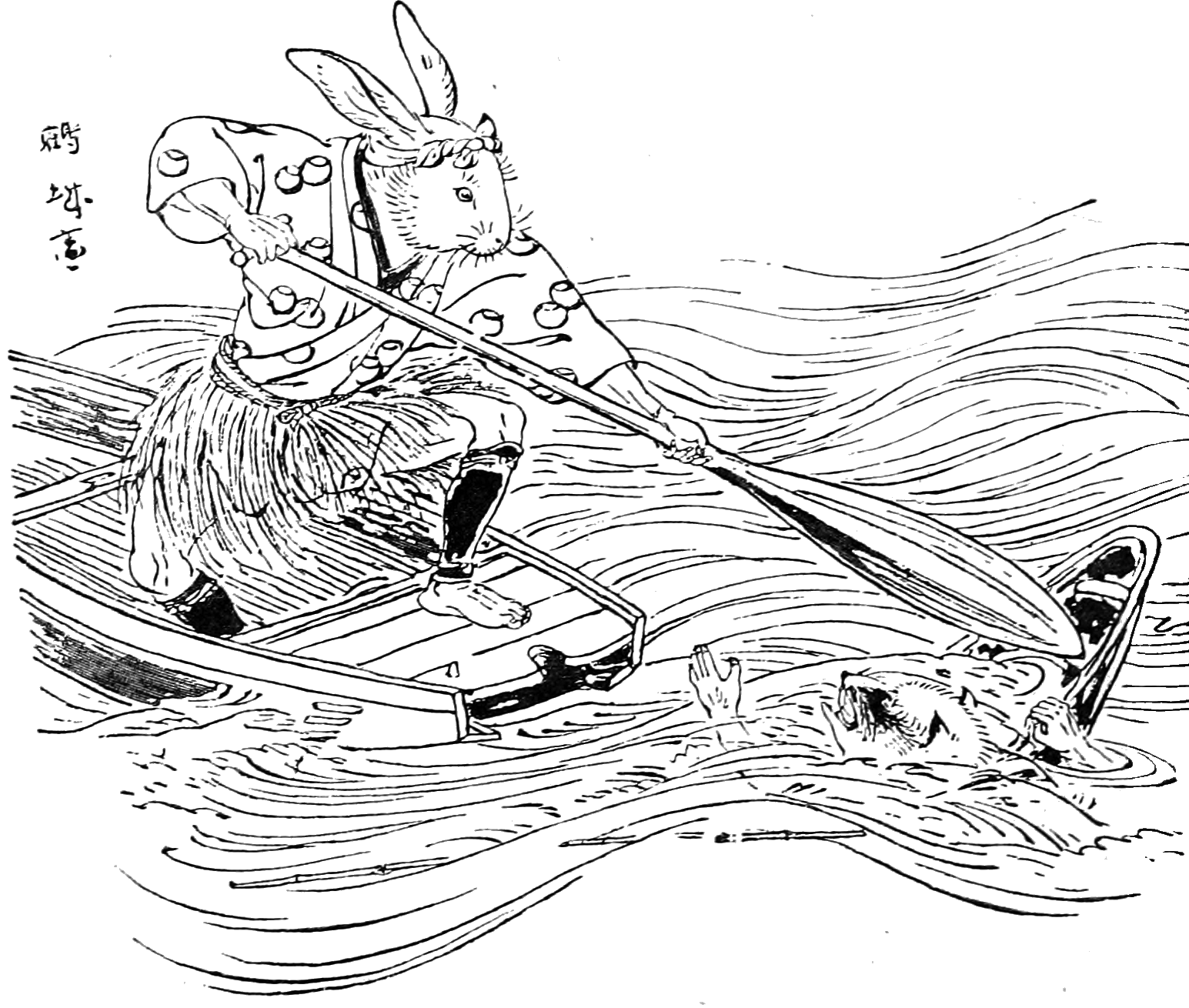
Тануки тонет

Через некоторое время тануки залечил свои ожоги, и кролик предложил ему на лодках отправиться в море. Каждый из них построил лодку. Кролик вырезал свою лодку из упавшего ствола дерева, но глупый тануки сделал лодку из грязи. В других версиях кролик сам построил обе лодки. Кролик предложил тануки поплыть наперегонки. Тануки соглашается. По мере гонки грязевая лодка тануки начала растворяться посреди озера. Тануки попросил кролика спасти его, но кролик вместо этого провозгласил свою дружбу с человеческой парой и сказал, что это наказание тануки за его ужасные поступки. В других версиях кролик ударяет тануки своим веслом, и тот тонет.
Затем кролик возвращается в дом старика и рассказывает ему о мести, тот радуется, и благодарит кролика за его поступок.

## Вариации
Существуют и другие варианты сюжета, которые изменяют некоторые детали истории, такие как тяжесть того, что сделал тануки.

## Кати-кати Яма в культуре и искусстве
Гора Кати Кати и одноимённая канатная дорога имеет статуи, изображающие части сюжета сказки.
На железнодорожной станции Тануки в Японии используется лозунг «Наши поезда не сделаны из грязи», что является прямой отсылкой  на сказку «Кати-кати Яма».
В видео игре Super Mario Sunshine, на уровне «Noki Bay», Марио встречает персонажа, называемого «Тануки» (Tanooki), который предлагает ему бесплатные прогулки на земляных лодках.
В японской манге и аниме сериале «Хладнокровный Ходзуки» крольчиха по имени «Караси» — один из лучших мучителей в японском аду. Обычно выглядит милой и скромной, но моментально звереет при одном слове «тануки». Манга была номинирована на премию манги тайсё в 2012 году. Манга и аниме были представлены в разное время в еженедельных десятках лучших бестселлеров в их соответствующих медиа. В 2012 году она была одной из 15 манг, номинированных на 5-ю премию Манга Тайсё, и была выбрана жюри на 16 Japan Media Arts Festival. Эта манга была номинирована на 38-ю премия манги Коданся, и занимает пятое место на «Книга года» Media Factory в 2014 году.